# Sphingicampa immaculata
Sphingicampa immaculata är en fjärilsart som beskrevs av Jewett. 1882. Sphingicampa immaculata ingår i släktet Sphingicampa och familjen påfågelsspinnare. Inga underarter finns listade i Catalogue of Life.